# Normas acerca de las municiones de racimo
La Convención sobre Municiones en Racimo es un tratado internacional adoptado el 30 de mayo de 2008 en Dublín, Irlanda.y se refrendó en Oslo en diciembre. Entró en vigor el 1 de agosto de 2010. Su objetivo es prohibir el uso, la producción, el almacenamiento y la transferencia de municiones, bombas de racimo o «cluster». Este tipo de arma provoca que pequeñas municiones revienten en miles de minifragmentos o "bombitas" que causan un daño indiscriminado y tienen un alto riesgo para la población civil atrapada en el conflicto. Hasta la fecha, 110 países han ratificado el tratado y 13 más lo han firmado pero aún no lo han ratificado. Las únicas potencias militares que lo firman son las de la Unión Europea, como sucede con las antiminas.

### Historia
El uso extensivo de municiones de racimo durante los conflictos de las décadas de 1990 y 2000, particularmente en Kosovo y Líbano, impulsó la necesidad de una acción internacional para prohibir estas armas. En 2007, se lanzó el Proceso de Oslo, una serie de conferencias diplomáticas que culminaron con la adopción de la convención en 2008.
Los países que ratifican la Convención están obligados a que, "bajo ninguna circunstancia",:

1. Usar municiones de racimo.

2. Desarrollar, producir, adquerir de otra manera, embodegar, retender o transferir a cualquiera, directamente o indirectamente, municiones de racimo.

3. Asistir, promover o inducir a que cualquiera tome acción en cualquier actividad prohibida por un estado partido bajo esta norma.

### Contenido del Tratado
El tratado define las municiones de racimo como "una munición convencional que está diseñada para dispersar o liberar submuniciones explosivas cada una de las cuales pesa menos de 20 kilogramos". Los Estados Parte se comprometen a no utilizar, desarrollar, producir, adquirir, almacenar, conservar o transferir municiones de racimo bajo ninguna circunstancia.

### Implementación y Cumplimiento
Los Estados Parte deben destruir sus reservas de municiones de racimo en un plazo de ocho años desde la entrada en vigor del tratado para ellos. Además, deben limpiar las áreas contaminadas por municiones de racimo y proporcionar asistencia a las víctimas.

### Impacto y Evaluación
Desde la entrada en vigor del tratado, se han destruido millones de municiones de racimo y submuniciones, y grandes áreas de terreno han sido despejadas de restos explosivos. Sin embargo, el impacto total aún está en evaluación, ya que algunos países clave aún no se han unido al tratado.

### Firmas y Ratificaciones
La convención ha sido firmada por 123 países, de los cuales 110 la han ratificado. Países como Estados Unidos, Rusia y China, que son grandes productores y usuarios de municiones de racimo, no han firmado el tratado.

### Críticas y Desafíos
Una de las principales críticas al tratado es la falta de adhesión de los principales países productores y usuarios de municiones de racimo. Además, algunos países han encontrado desafíos logísticos y financieros para destruir sus reservas y limpiar las áreas contaminadas.
Referencias
1) Convención sobre Municiones de Racimo - Sitio Oficial de la ONU
https://www.un.org/disarmament/cluster-munition/
2) International Campaign to Ban Landmines - Cluster Munition Monitor**
http://www.the-monitor.org/en-gb/reports/2021/cluster-munition-monitor-2021.aspx

## Proceso
El Proceso de Municiones de Racimo, o también llamado Proceso de Oslo, dio comienzo en febrero de 2007 en Oslo, Noruega. En esa oportunidad, 65 naciones suscribieron la "Declaración de Oslo", conminándose a:
Concluido el año 2008, entra a regir legalmente el instrumento internacional que prohíbe el uso y almacenamiento de municiones de racimo, que causan daño inaceptable a civiles y de asegurar una adecuada protección, cuidado y rehabilitación a las víctimas sobrevivientes de este tipo de arma en las áreas contaminadas. 
| 112 States Parties | 12 Signatories |
| --- | --- |
| Benin, Botswana, Burkina Faso, Burundi, Camerún, Cabo Verde, Chad, Comoras, Congo, Costa de Marfil, Eswatini, Gambia, Ghana, Guinea, Guinea-Bissau, Lesotho, Madagascar, Malawi, Mali, Mauritania, Mauricio, Mozambique , Namibia, Níger, Nigeria, Ruanda, Santo Tomé y Príncipe, Senegal, Seychelles, Sierra Leona, Somalia, Sudáfrica, Sudán del Sur, Togo, Túnez y Zambia                                          | Angola, República Centroafricana, República Democrática del Congo, Djibouti, Kenya, Liberia, República Unida de Tanzanía y Uganda |
| Antigua y Barbuda, Belice, Bolivia, Canadá, Chile, Colombia, Costa Rica, Cuba, República Dominicana, Ecuador, El Salvador, Granada, Guatemala, Guyana, Honduras, México, Nicaragua, Panamá, Paraguay, Perú, Saint Kitt y Nevis, Santa Lucía, San Vicente y las Granadinas, Trinidad y Tobago, y Uruguay. | Haití y Jamaica |
| Afganistán, Australia, Islas Caimán, Fiji, Irak, Japón, República Democrática Popular Lao, Líbano, Maldivas, Nauru, Nueva Zelanda, Niue, Palau, Filipinas, Sri Lanka, Estado de Palestina y Samoa | Indonesia |
| Albania, Andorra, Austria, Bélgica, Bosnia y Herzegovina, Bulgaria, Croacia, Chequia, Dinamarca, Francia, Alemania, la Santa Sede, Hungría, Islandia, Irlanda, Italia, Liechtenstein, Lituania, Luxemburgo, Malta, Moldavia, Mónaco, Montenegro, Países Bajos, Macedonia del Norte, Noruega, Portugal, San Marino, Eslovaquia, Eslovenia, España, Suecia, Suiza y el Reino Unido de Gran Bretaña e Irlanda del Norte. | Chipre |

| Albania                           | Argelia                            | Angola                           | Argentina                       | Australia                   |
| Austria                           | Baréin                             | Bélgica                          | Belice                          | Benín                       |
| Bolivia (14 de mayo)              | Bosnia y Herzegovina (14 de marzo) | Botsuana (16 de abril)           | Brunéi                          | Bulgaria (19 de marzo)      |
| Burkina Faso (7 de mayo)          | Burundi (14 de abril)              | Camboya                          | Camerún (17 de abril)           | Canadá                      |
| Chad (15 de mayo)                 | Chile                              | Comoras (17 de abril)            | Islas Cook                      | Costa Rica                  |
| Costa de Marfil (14 de abril)     | Croacia                            | República Checa                  | República Democrática del Congo | Dinamarca                   |
| Yibuti (21 de mayo)               | República Dominicana               | Ecuador                          | El Salvador (13 de mayo)        | Estonia (5 de mayo)         |
| Fiyi (7 de marzo)                 | Finlandia                          | Francia                          | Alemania                        | Ghana                       |
| Guatemala                         | Guinea (25 de abril)               | Guinea-Bisáu (21 de abril)       | Santa Sede                      | Honduras                    |
| Hungría                           | Islandia                           | Indonesia                        | Irlanda                         | Italia                      |
| Jamaica (9 de mayo)               | Japón                              | Kenia                            | Kuwait                          | Kirguistán                  |
| Laos                              | Líbano                             | Lesoto (27 de marzo)             | Liberia (25 de abril)           | Liechtenstein (11 de abril) |
| Lituania                          | Luxemburgo                         | Macedonia del Norte              | Madagascar                      | Malaui                      |
| Malasia                           | Mali                               | Malta                            | Islas Marshall                  | Mauritania                  |
| México                            | Moldavia                           | Montenegro                       | Mozambique                      |                             |
| Nauru (28 de marzo)               | Nepal                              | Países Bajos                     | Nueva Zelanda                   | Nicaragua (23 de abril)     |
| Níger (29 de abril)               | Nigeria                            | Niue                             | Noruega                         | Palaos                      |
| Panamá (28 de abril)              | Papúa Nueva Guinea                 | Paraguay                         | Perú                            | Filipinas                   |
| Portugal                          | Catar (13 de mayo)                 | República del Congo (7 de abril) | Samoa                           | San Marino (12 de mayo)     |
| Santo Tomé y Príncipe (9 de mayo) | Senegal                            | Serbia (3 de marzo)              | Seychelles (12 de mayo)         | Sierra Leona                |
| Eslovaquia                        | Eslovenia                          | Somalia (15 de mayo)             | Sudáfrica                       | España                      |
| Sudán                             | Suazilandia (22 de mayo)           | Suecia                           | Suiza                           | Tayikistán (23 de abril)    |
| Tanzania (31 de marzo)            | Timor Oriental (14 de mayo)        | Togo (9 de mayo)                 | Uganda                          | Reino Unido                 |
| Uruguay                           | Vanuatu                            | Venezuela (24 de abril)          | Zambia                          |                             |

## Naciones que no han suscrito la declaración de Wellington

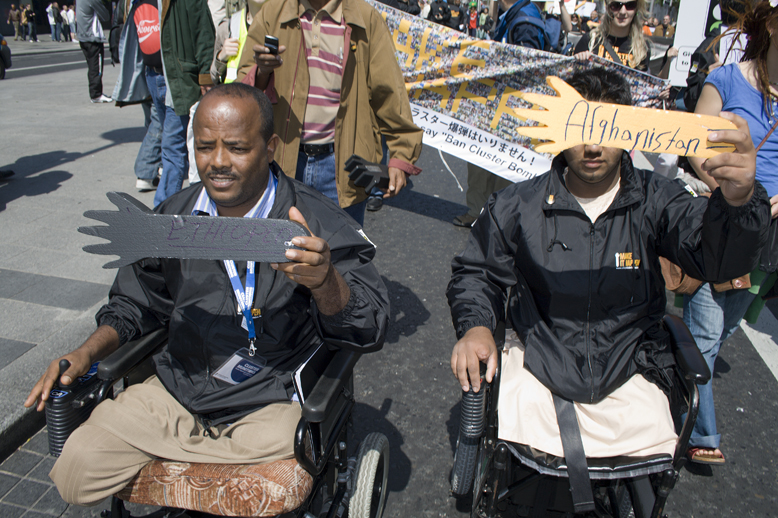
Personas con dobles amputaciones de Afganistán y Etiopía en la Conferencia de Dublín de 2008.

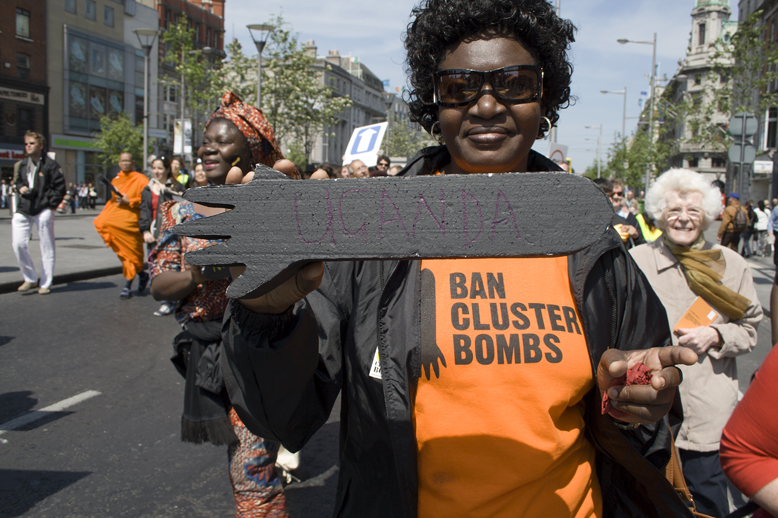
Manifestante ugandés en la Conferencia de Dublín de 2008.

- China
- Corea del Norte
- Corea del Sur
- Estados Unidos de América
- India
- Irán
- Pakistán
- Rusia
- Turquía
- Ucrania

...